# Katja Gasser

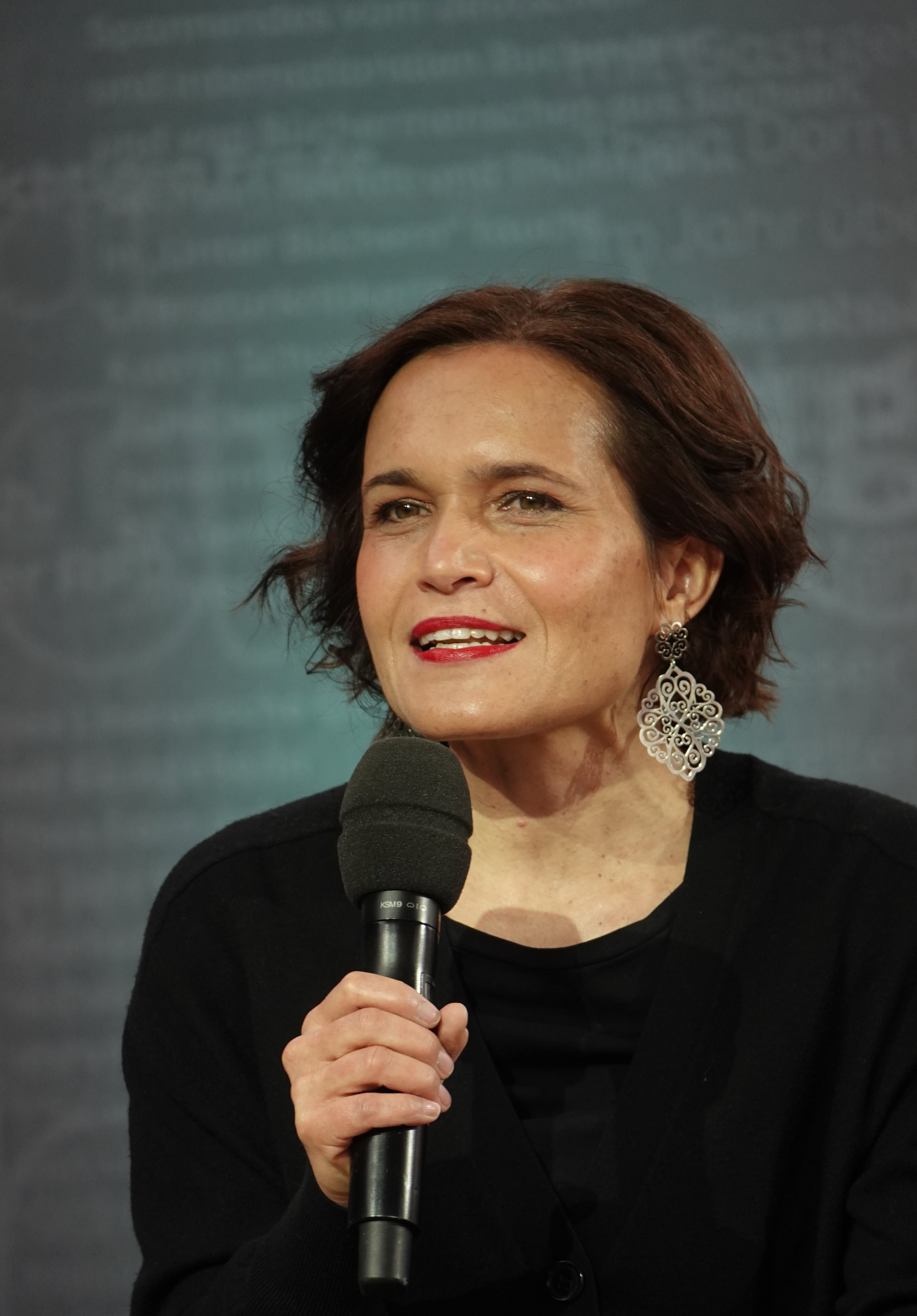
Katja Gasser 2024

Katja Gasser (geb. 1975 in Klagenfurt) ist eine österreichische Redakteurin des ORF und Trägerin des Staatspreises für Literaturkritik. Sie ist Kärntner Slowenin.

## Leben
Gasser besuchte das Bundesgymnasium für Slowenen und war zwischen 1999 und 2001 als Universitätslektorin in Oxford tätig, bevor sie als freie Journalistin in Wien zu arbeiten begann. Dort stellte sie Radio-Features für den Österreichischen Rundfunk (Ö1) her – u. a. über Ezra Pound, Juli Zeh, Ivan Cankar, Helga Michie.
Über Helga Michies Zwillingsschwester Ilse Aichinger und deren Mann Günter Eich dissertierte Gasser 2003 an der Universität Wien. Über Ilse Aichinger schrieb sie 1999 auch ihre Diplomarbeit.
Seit 2008 leitet sie das Literaturressort des ORF und berichtete u. a. über Marica Bodrožić, Friederike Mayröcker, Peter Handke, Margaret Atwood, Salman Rushdie und Florjan Lipuš. Gasser ist Mitglied in mehreren Literaturjurys.
2007 erhielt Gasser den Prälat Leopold Ungar JournalistInnenpreis aufgrund der Hörbilder-Sendung Svete Table. Die Tafeln in unseren Köpfen auf Ö1. 2019 erhielt sie den Österreichischen Staatspreis für Literaturkritik.
Für den Auftritt von Österreich als Gastland bei der Leipziger Buchmesse  2023 übernahm sie die künstlerische Leitung. 2024 wurde ihr der Performancepreis des Buchpreises der Wiener Wirtschaft zuerkannt.

## Veröffentlichungen (Auswahl)

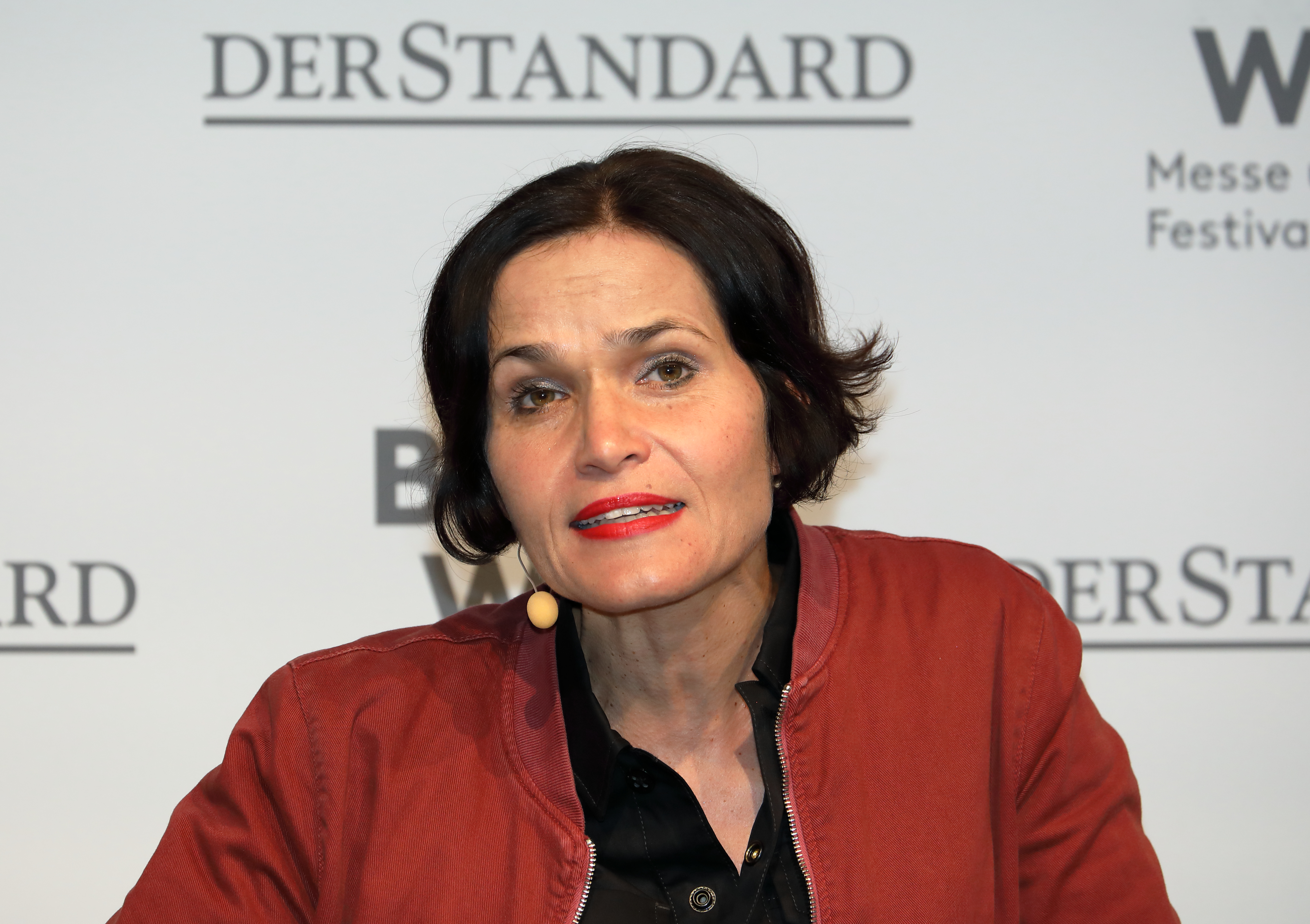
Katja Gasser auf der Buch Wien 2022

- „Eine Spurensuche mit Helga Michie, Ilse Aichingers Zwillingsschwester“, Ö1-Sendung auf CD, erschienen in Helga Michie: Concord. Gedichte und Bilder, Wien: Ed. Korrespondenzen 2001
- „Ich schreibe, um mich selbst zu retten: Florjan Lipuš im Porträt“ (2018)
- „Von Erwachsenen hab ich mir mehr erwartet. Erfundene und gefundene Dialoge“, mit Illustrationen von Maria Frenay, Leykam, Graz 2022, ISBN 978-3-7011-8258-9.